# Christina Hengster
Christina Hengster, née le 4 février 1986 à Rum, est une bobeuse autrichienne.

## Biographie
Elle commence sa carrière sportive en 2004. En 2016, elle remporte une médaille de bronze aux Championnats du monde dans l'épreuve par équipes mixtes. Elle est médaillée de bronze de bob à deux aux Championnats d'Europe de bobsleigh 2017.

## Palmarès

### Championnats du monde
- Médaille d'argent par équipes mixtes en 2016 à Igls.

### Championnats d'Europe
- Médaille de bronze en bob à deux en 2017.

### Coupe du monde
- 7 podiums  : 
  - en bob à 2 : 2 deuxièmes places et 5 troisièmes places.
- 1 podium en équipe mixte : 1 deuxième place.